# Вараждин
Вараждин је град у Хрватској и административно средиште Вараждинске жупаније. Према попису из 2021. у граду је живело 36.187 становника. Налази се уз обале реке Драве.

## Историја
Према археолошким налазима, подручје града било је насељено још у римско доба, о чему су до скора сведочила и имена двају улица — Виа Милитум и Виа Петовиа (данашње улице Браће Радић и Оптујска).
Први пут се спомиње давне 1181. године, у предмету свађе око неких имања. Угарски краљ Бела III даровао је 1183. године "Вараждинске топлице", Загребачком Каптолу. Те године је вараждински жупан био Бела, који је у време краља Беле III преотео те топлице. Десет година касније, 1193. вараждински жупан је био Стјепан, а он као и сваки жупан живи у утврђеном граду (Вараждин). Краљ Бела IV доделио му је повељу слободног и краљевског града 1209. године. Око 1240. године Вараждин је претрпио много штете од упада Монголи. Године 1295. потврдио је краљ Андрија III сва додељена права Вараждину. Краљ Лудовик ослободио је 1357. године грађане вараждинске од "господарства жупанских и властниках градских". Краљ Сигисмунд је 1435. године даровао своме тасту, Херману грофу Цељском и Загорском: град и варош Вараждин са градовима Виницом и Каменицом. Нови господар Херман је тада поставио свог капетана, који се ту као власт задржао све до 1848. године. По изумирању грофова цељских, удова последњег - Урлиха, Катарина Бранковићева је 1460. године намеравала да град Вараждин са неколико других прода цару Фридриху за 29.000 дуката. Но она одустане и прекине договор о продаји, те град 1461. године преда свом поочиму бану Ивану Витовцу кнезу Загорском. Године 1464. краљ Матија Корвин је потврдио стара права грађанству Вараждина и 8. јула те године подарио граду службени печат са кулом и три реке, који је остао важећи до средине 19. века.
Вараждин је добио статут града 1699. године. Срески суд је ту формиран 1850. године, и исто време када и Земаљски суд првог реда.
Почели су се ту досељавати језуити од 1628. године. Ови су убрзо добили на управу варошку жупску католичку цркву.
Од 1756. до 1776. године био је седиште генералата и главни град Хрватске. У великом пожару 1776. године град је изгорео скоро до темеља.
У Вараждину је рођен 1838. године Ватрослав Јагић хрватски филолог и слависта.
Драва је 1852. године била пловна, па су у Вараждин приспевали пароброди. Извршена је регулација њеног тока све до Осијека.
Заведена је 1854. године велика гимназија у Вараждину, чији су ђаци били претежно Хрвати и Срби.

## Срби у Вараждину
Под угарским краљем Матијом Корвином (1458-1490) доселила се маса Срба из Македоније и Босне, у Вараждински генералат. Било је у прво време по свим већим местима неколико трговачких српских и грчких породица. Масовнија су каснија досељавања током друге половине 16. века. Из Сирача "гнезда Влаха" доселили су се Срби 1568. године у вараждински генералат. Масовно су Срби дошли у Вараждин из "Мале Влашке" 1587. године. Главне народне вође су им биле: Јован Пејашиновић, Милош Гроховљана (код Пакраца), Вујо Вранешац, Вујица Даничић, Рајко Ђаковић, Вучета Тепанац и Милан Каталенић. Једна група избеглих Срба (из Пакраца и Церника) под вођством кнеза Јована Пејашиновића, населила се 1587. године у Вараждину. Избегле Србе је довео и главни вођ војвода Милак Вуковић (из Горњег Касуња код Слатине) крајем 16. века. Ти стари Срби насељеници у Вараждину, сахрањивали су своје мртве на гробљу у Ђуковцу, око православне цркве Св. Николе. Сачувани су стари надгробни споменици.
Али осим досељавања памти се и велико одсељавање Срба и из тих крајева - Хрватске (нарочито Вараждинског генералата!), у Русију 1751. године. У Новој Русији' никло је од српских насељеника место названо Вараждин. Преостали Срби вараждински су се махом покатоличили, попут породица Радаковић, Јован, Јанковић, Петровић и других. Да је некад простор око Вараждина био густо насељен сведоче "чисто српска" имена насеља: Суботица, Расиња, Цветковац, Колединци, Војводинци, Мартинићи, Кузминци, Буковац, Петровац (после промењено у Св. Петар). Много је и старих православних цркви са олтаром на истоку, које су почетком 20. века биле католичке. Православље и српство су до оснивања српске православне црквене општине у Вараждину, сачувале пре свега трговачке породице, међу којим најзнаменитија Кировић. Најзаслужнији за оснивање те црквене општине имао је бравар Коста Јанковић.
Купац (трговац) Тома Георгијевић из Вараждина набавио је 1818. године Доситејевог "Мезимца". Године 1830. као претплатник једне књиге преведене на српски језик био је Вараждинац, Никола Кировић.
Умро је 1856. године млади, свршени "правослов" Милан Бубановић из Вараждина. Писао је прилоге за часописе "Невен" и "Седмица". Претплатници новосадског књижевног часописа "Данице" били су 1862. године Ђ. Веселиновић и Драутин Херић. Постојало је српско-хрватско позориште у Вараждину од 1873. године. Оно је појало јануара 1883. године током освећења православне капеле у позоришту.
Вараждинац Стеван Рашковац је 1856. године обећао да ће о свом трошку салити друго звоно за православну цркву у Вировитици.
Вараждинац Милан Димитријев је 1855. године објавио у новосадском листу "Седмица", биографску црту по насловом "Игњатије Ђорђић као љубавни песник" и "Путничка ситница". Вукове српске народне приповетке обезбедио је претплатом председник земаљског суда у Вараждину, Фрањо Новак. Читаоци претплатници новосадског часописа "Даница" били су 1861-1862. године Ђорђе Веселиновић и Драгутин Херић из Вараждина. Вукова књига о обичајима српског народа имала је 1867. године свој претплатнички пункт у Вараждину. Ћириличну књигу наручили су образовани Вараждинци, готово све Хрвати: Себастијан Жепић професор гимназије, Францели Бартол учитељ реалке, Вежић Владислав адвокат, Армин Павић учитељ гимназије, Матија Ваљавец учитељ гимназије, Забравац Вјекослав капетан, Ватрослав Бертић геометар и Гимназијска књижница.
Од старих времена духовне потребе вараждинских Срба су задовољавали лепавински калуђери. Када је у 1793. године подигнута српска православна црква у Копривници, под њу су потпали вараждински православци. Од значаја је била до тада и ђуковачка црква Св. Николе, чији је парох био 12 година, калуђер Григорије Димос (умро 1777) из грчког места Катиглос. Од 1850. године у Ђуковцу су се крштавала деца из Вараждина из породица: Ајдин, Урица, Перенчевић, Јакшић и друге.
Подизање српског православног храма у граду Вараждину највише се везује за књижевника и политичара Огњеслава Утјешеновића. Утјешеновић је 1854. године био срески начелник у Вараждину. Као први вараждински поджупан (1851-1856), а потом и велики жупан од 1875. године Србин Утјешеновић је својим упливом, прво обезбедио да духовник казнионе Лепоглава, буде постављен за православног катихету у гимназији од марта 1877. године. Када су се калуђери манастира Лепавина жалили, добили су право они да врше катихизацију. Први вероучитељ је постао игуман Гервазије Јагазовић јеромонах. Друго племенито дело Утјешеновићево је било обезбеђивање одобрења да се ту гради православна црква. Вараждин је имао тада више од стотину православних душа. Православна црква Св. Ђурђа у Вараждину грађена је 1884. године и исте јесени и освећена. Њену историју написао је месни парох поп Лазар Богдановић 1897. године. До завршетка храма као импровизована капела служила је једна просторија у градском позоришту. На предлог Утјешеновићев тражена је 1882. године од града једна пространа просторија; добили су децембра 1882. године две собе у поменутом позоришту, а капела је била спремна и освећена о Божићу 1883. године.
Поп Богдановић је од 1892. године члан "Српске књижевне задруге", са још двојицом мештана.
Вараждинска православну цркву почели су да праве, освећењем темеља почетком јуна 1884. године, по плану и трошковнику, састављеном од стране жупанијског инжињера, Жиге Балочанског. Грађевинске радове на "Банском тргу" је изводио градитељ Радослав Ацигер, а надзирао их Балочански. О новцу и свој организацији посла бринуо је велики жупан Утјешеновић. Храм је био завршен већ 1. октобра, а у њега је унет загребачки иконостас и сав мобилијар, као и два нова звона (од 142 и 118 килограма) саливена од стране месног звоноливца Фердинанда Петроција. Када се загребачка православна црква оправљала 1883. године вараждински Срби су измолили да им се уступе иконостас и намештај, а што је реализовано почетком 1884. године. Храм је освећен на свечаности одржаној 21. октобра 1884. године, од стране дворског архимандрита Мирона Николића и лепавинског игумана Тихона. Највећи ктитор постао је владика Никанор који је на дан освећења послао 1.000 ф. за фонд из којег ће се од камате одржавати црква.
Православне парохије у Вараждину и Великој Кањижи (црква Св. Николе из 1762) спојиле су се 1905. године у једну, заједничку. Ту су још припадала села Златар и Иванец. Од 2668 домова у Вараждину 1905. године су само 14 српски. Од 19760 становника, било је православних Срба 158 (или 1,2%). У Вараждину је српска православна црква и пет комуналних школа. Председник српске православне црквене скупштине (основане 1882) је тада Петар Жужић а перовођа Јован Косић. То је парохија шесте, најниже платежне класе, са парохијским домом и српским православним гробљем. Парохијско звање је основано и црквене матице се воде од 1892. године. Месни парох је поп Велимир Јанковић, рођен 1868. године у Пожеги, који је ту девет година. Школе су комуналне а учитељи римокатолици.
За време Другог светског рата православна црква је била знатно оштећена; дуго се чекало на њену оправку.
Дана 6. септембра 1935. у Вараждину је откривен споменик краљу Александру, који је био први споменик краљу Александру у држави, изградио га је вајар Антун Августинчић.

## Становништво

### Град Вараждин

#### Број становника по пописима
| Националност   | 2001.  | 1991.  | 1981.  | 1971.  | 1961.  | 1953.  | 1948.  | 1931.  | 1921.  | 1910.  | 1900.  | 1890.  | 1880.  | 1869.  | 1857.  |
| бр. становника | 49.075 | 48.834 | 45.844 | 39.383 | 31.243 | 23.743 | 21.602 | 17.112 | 17.441 | 16.925 | 14.931 | 13.021 | 12.116 | 12.188 | 11.560 |

- напомене:

Настао из старе општине Вараждин. У 1910. и 1921. садржи део података за општину Горњи Кнегинец.

### Вараждин (насељено место)

#### Број становника по пописима
| Националност   | 2001.  | 1991.  | 1981.  | 1971.  | 1961.  | 1953.  | 1948.  | 1931.  | 1921.  | 1910.  | 1900.  | 1890.  | 1880. | 1869.  | 1857. |
| бр. становника | 41.434 | 41.846 | 39.545 | 34.312 | 26.460 | 19.341 | 17.314 | 13.467 | 14.123 | 13.844 | 12.130 | 10.410 | 9.789 | 10.014 | 9.699 |

- напомене:

У 1981. смањено издвајањем насеља Храшћица (до 1971. тај део био је ненасељен). У 1991. смањено издвајањем ненасељених делова подручја насеља који су припојени насељима Гојанец, Недељанец (општина Видовец), Нова Вес Петријанечка (општина Петријанец), Свибовец Подравски (општина Срачинец), Срачинец (општина Срачинец), Трновец (општина Трновец Бартоловечки) и Царговец (општина Видовец) те повећано припајањем делова подручја насеља Гојанец, Јалковец, Кућан Мароф и Чрнец Бишкупечки који су до 1981. били ненасељени. Садржи податке за насеља Ново Село на Драви (град Чаковец, Међимурска жупанија) у 1910. и Шандоровец (град Чаковец, Међимурска жупанија) од 1890. до 1921. те за насеље Вараждин Брег (општина Горњи Кнегинец) у 1910. и 1921. Од 1857. до 1948. садржи податке за бивше насеље Бишкупец које је у том раздобљу било одвојено исказано.

## Попис 1991.
На попису становништва 1991. године, насељено место Вараждин је имало 41.846 становника, следећег националног састава:
| Попис 1991.‍    | Попис 1991.‍  | Попис 1991.‍ | Попис 1991.‍ | Попис 1991.‍ |
| -------------- | ------------ | ----------- | ----------- | ----------- |
|                |              |             |             |             |
| Хрвати         | Хрвати       |             | 38.545      | 92,11%      |
| Срби           | Срби         |             | 980         | 2,34%       |
| Југословени    | Југословени  |             | 637         | 1,52%       |
| Словенци       | Словенци     |             | 292         | 0,69%       |
| Албанци        | Албанци      |             | 134         | 0,32%       |
| Муслимани      | Муслимани    |             | 109         | 0,26%       |
| Црногорци      | Црногорци    |             | 75          | 0,17%       |
| Македонци      | Македонци    |             | 56          | 0,13%       |
| Мађари         | Мађари       |             | 33          | 0,07%       |
| Бугари         | Бугари       |             | 14          | 0,03%       |
| Чеси           | Чеси         |             | 11          | 0,02%       |
| Немци          | Немци        |             | 9           | 0,02%       |
| Роми           | Роми         |             | 9           | 0,02%       |
| Руси           | Руси         |             | 9           | 0,02%       |
| Украјинци      | Украјинци    |             | 9           | 0,02%       |
| Италијани      | Италијани    |             | 8           | 0,01%       |
| Турци          | Турци        |             | 8           | 0,01%       |
| Словаци        | Словаци      |             | 7           | 0,01%       |
| Аустријанци    | Аустријанци  |             | 2           | 0,00%       |
| Грци           | Грци         |             | 2           | 0,00%       |
| Јевреји        | Јевреји      |             | 2           | 0,00%       |
| Пољаци         | Пољаци       |             | 2           | 0,00%       |
| Румуни         | Румуни       |             | 2           | 0,00%       |
| Русини         | Русини       |             | 2           | 0,00%       |
| остали         | остали       |             | 10          | 0,02%       |
| неопредељени   | неопредељени |             | 505         | 1,20%       |
| регион. опр.   | регион. опр. |             | 38          | 0,09%       |
| непознато      | непознато    |             | 336         | 0,80%       |
| укупно: 41.846 |              |             |             |             |

## Администрација и политика
Вараждин је административно средиште Вараждинске жупаније.

## Економија
Вараждин је индустријско средиште региона (Виндија, Вартекс, МИВ, Мундус), препуно великих трговачких центара.

## Култура
Од познатих културних догађања, у Вараждину се одржавају Вараждинске барокне вечери те Шпанцирфест.

## Образовање
Осим шест основних школа, на подручју града постоји неколико средњих школа, факултета, више школе, и врло позната музичка школа.

### Средње школе
- Гимназија Вараждин
- Рударска и хемијска школа
- Електромашинска школа Вараждин
- Средња медицинска школа
- Машинска и саобраћајна школа
- Техничка школа
- Привредна школа

### Више школе
- Виша текстилна
- Виша геотехничка
- Висока електротехничка школа
- Виша саобраћајна школа

### Факултети
- Свеучилиште Север
- Факултет организације и информатике

## Знаменитости
Барокни центар и стара тврђава су туристичке атракције.

## Партнерски градови
- Куманово
- Залаегерсег
- Бад Радкерсбург
- Осер
- Равензбург
- Монтале
- Трнава
- Птуј
- Кобленц
- Пула